# Mahdia (Tiaret)
Pour les articles homonymes, voir Mahdia (homonymie) et Burdeau (homonymie).
Mahdia, anciennement Burdeau, est une commune de la wilaya de Tiaret en Algérie. Elle se situe dans la région céréalière du Sersou.

## Toponymie
Du temps de la colonisation française, le nom de la ville est un hommage à Auguste Burdeau (1851-1894).

## Histoire
La construction de la ville débute en 1905. En 1924, elle devient une commune avec pour maire M. Furgier.
‌La vie à Mahdia, dans les années 1970, son économie de la lentille, mais aussi les séquelles de la guerre d’indépendance sont décrites par Marie-Hélène Puiffe qui y était coopérante et y a rencontré ces trois religieuses catholiques.

## Culture locale et patrimoine

### Personnalités liées à la commune
- Érick Schmitt (1951-1993), alias H.B Human bomb, terroriste et preneur d’otages français
- Jean-François Mercurio (1956-1990) : militant sourd, né à Burdeau ;
- Didier Lestrade (1958-) : militant des droits des homosexuels, né à Burdeau.